# My Sweet Angel
My Sweet Angel (englisch für Mein süßer Engel) ist ein Lied der deutschen Band Trio aus dem Jahr 1985.

## Hintergrund
Das Lied ist eine klassische Liebesballade in englischer Sprache und somit der einzige Song dieses Genres im gesamten Repertoire von Trio. Inhaltlich beschreibt das Lied die hingebungsvolle Liebe eines Mannes zu einer Frau.

## Aufnahme
My Sweet Angel entstand in insgesamt vier Tonstudios. Schlagzeug, Bass und Keyboards wurden im DI-Studio in Dietramszell aufgenommen. Kralle Krawinkel fügte seine Gitarren im Can-Studio in Weilerswist hinzu. Die Schwestern Inga und Annette Humpe nahmen ihre Backings in den Hansa-Tonstudios in Berlin auf. Zuletzt fügte Stephan Remmler seinen Gesang in den Hartmann-Digitial-Studios in Bayern hinzu.
Der Trio-Schlagzeuger Peter Behrens war an der Aufnahme nicht beteiligt.
Dieter Petereit spiele auf My Sweet Angel einen prägnanten bundlosen Bass ein sowie das einzige Bass-Solo in einem Trio-Song.

## Veröffentlichung
My Sweet Angel erschien im September 1985 auf Trio drittem und letzten Studioalbum Whats the Password. Das Lied war auch Bestandteil des Trio-Spielfilms Drei gegen Drei. Remmler spielt es in dem Film seiner Angebeteten Frau Pelikan (dargestellt von Sunnyie Melles) auf dem Klavier vor. Diese Fassung ist deutlich kürzer und anders arrangiert als die Album-Version des Liedes. Auch im Abspann des Filmes ist das Lied zu hören.
Im Jahr 1986 wurde das Lied als dritte Single aus dem Album Whats the Password ausgekoppelt. Es war die letzte Single von Trio überhaupt, bevor die Band getrennte Wege ging. Auf der Single ist die Albumversion des Liedes zu hören. Das Cover, das Trio in einem Boot auf einem mondbeschienenen See zeigt, hat der Trio-Produzent Klaus Voormann gezeichnet. Die Single erschien auch in Österreich, wurde hier allerdings durch ein früheres Fadeout um etwa eine Minute gekürzt. Als 2022 der vollständige Trio-Backkatalog bei den Streaming-Diensten veröffentlicht wurde, erschien eine neue Singleversion von My Sweet Angel mit einer Länge von 3:21 Minuten. Ob diese Version schon aus den 1980ern stammt oder extra für die Streaming-Dienste hergestellt wurde, ist nicht bekannt.
Trio trat mit My Sweet Angel mehrfach im Fernsehen auf, unter anderem bei Känguru oder im WWF Club. Der Auftritt im WWF Club am 7. März 1986 war der letzte öffentliche gemeinsame Auftritt von Trio.

## Besetzung
- Gesang: Stephan Remmler
- Gitarren: Kralle Krawinkel
- Bass: Dieter Petereit
- Keyboards, Synthesizer: Kristian Schultze
- Schlagzeug: Curt Cress
- Backings: Inga Humpe und Annette Humpe

Bislang wurden zu sämtlichen Singles von Trio auch Musikvideos produziert, jedoch nicht für My Sweet Angel.

## Rezeption
In den Musikcharts konnte sich My Sweet Angel nicht platzieren, war jedoch auf beinahe allen späteren Kompilationen des Trios enthalten.